# Gare de Mykytivka
La gare de Mykytivka  est une gare du Réseau ferré de Donestk, elle est située à Horlivka en Ukraine.

## Situation ferroviaire
Située au carrefour de quatre voies, c'est un nœud ferroviaire important. Les voies vont vers Slovyansk, vers Horlivka, Popasna et Bayrak.

## Histoire
Elle ouvre en 1869 et son développement est lié au bassin charbonnier du Donbass. En 1868, Samuel Poliakov avait la concession pour créer la voie de chemin de fer. Dans l'année la pose des rails commençait et le premier train vers Koursk et Kharkiv roulait en 1869.

## Service des voyageurs

### Accueil

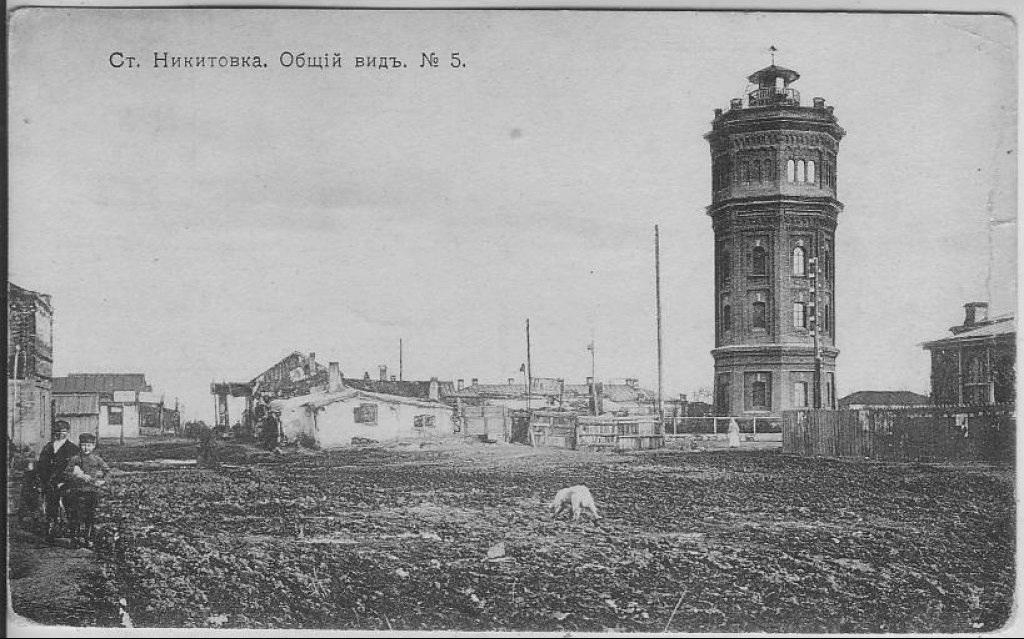
La gare avant 1917.
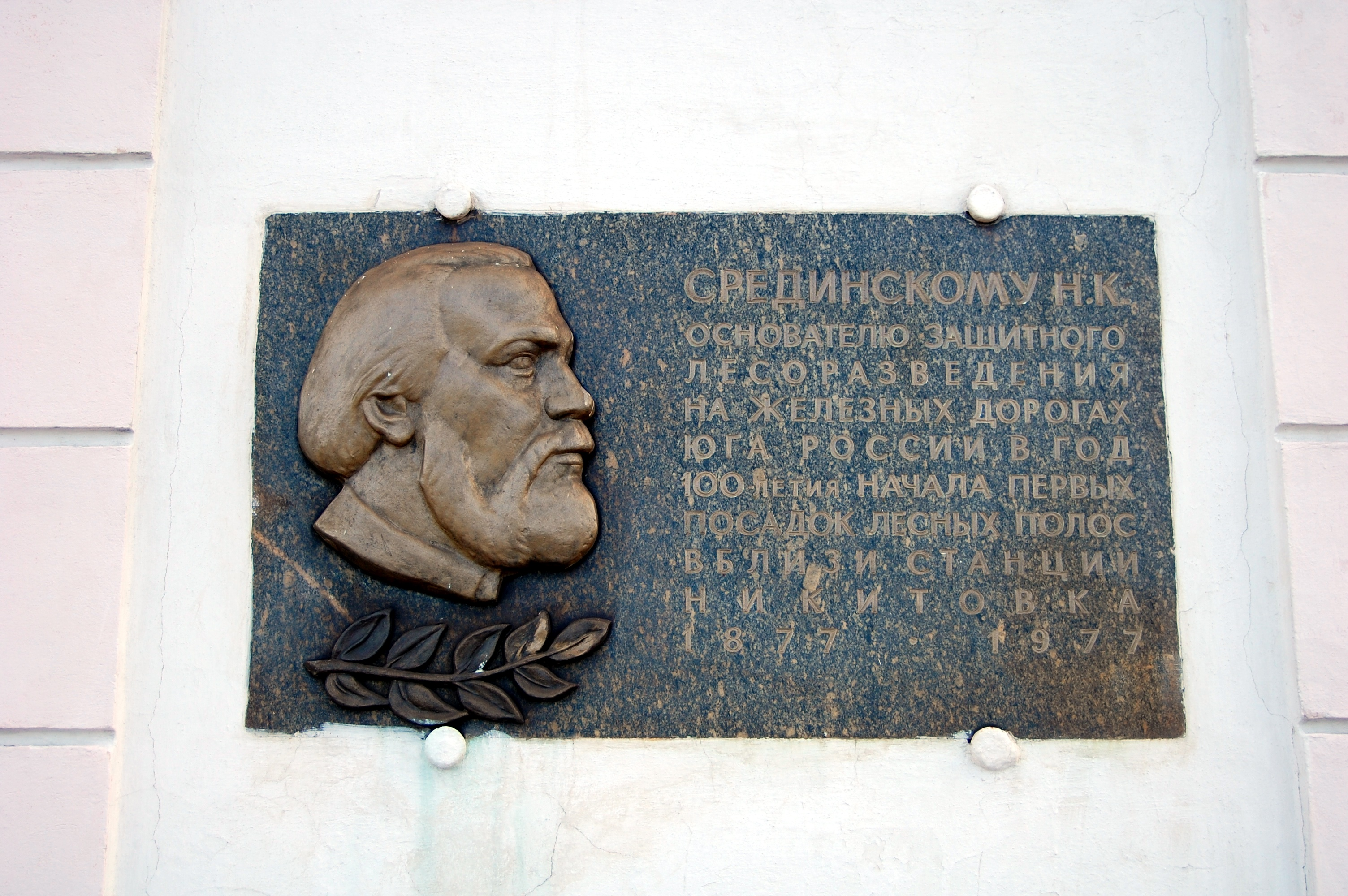
Plaque à Sredinsky.
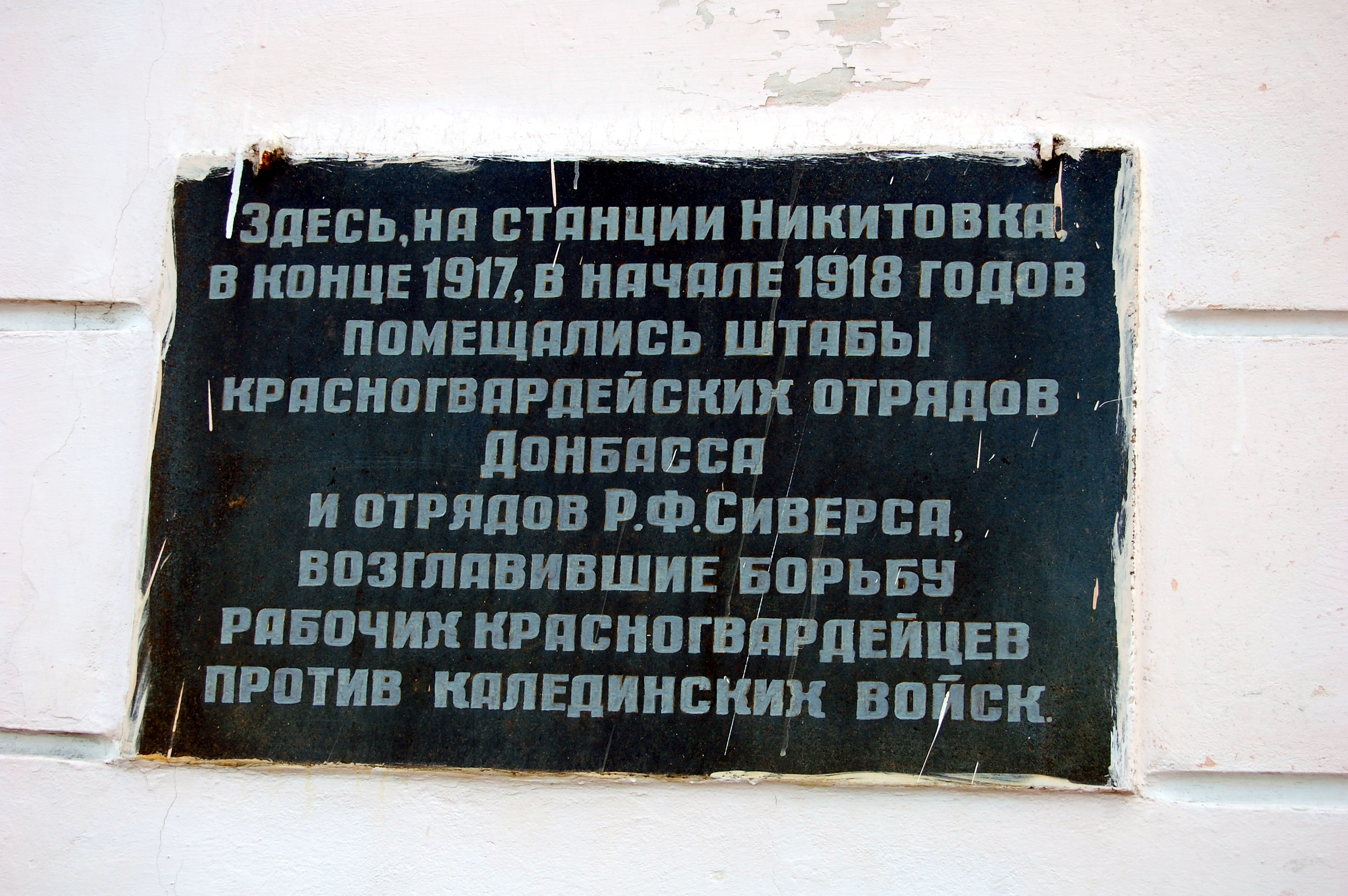
Hommage à la 11e division de cavalerie de Roudolf Sivers, classé[1].